# Coma (utwór Guns N’ Roses)
Coma – utwór amerykańskiego zespołu hardrockowego Guns N’ Roses wydany w 1991 roku na albumie Use Your Illusion I. Z czasem trwania wynoszącym 10 minut i 14 sekund, jest to najdłuższy utwór wydany przez zespół. Kompozycja nie zawiera refrenu.

## Historia utworu
Slash napisał w autobiografii, że skomponował muzykę do utworu w domu, który on i Izzy Stradlin wynajęli w Hollywood Hills, po trasach koncertowych promujących płytę Appetite for Destruction. W wywiadzie z 2011 roku stwierdził, że napisał piosenkę w „heroinowym delirium”.

## Przyjęcie
Utwór zajął 19. miejsce w rankingu najlepszych piosenek Guns N’ Roses autorstwa tygodnika Kerrang!.

## Występy na żywo
Utwór został po raz pierwszy wykonany na żywo przez zespół podczas koncertu w Richfield Coliseum 4 czerwca 1991 roku. W latach 1991–1993 piosenka została wykonana na żywo tylko cztery razy. Jedna z wersji koncertowych znalazła się na japońskim i winylowym wydaniu albumu koncertowego Guns N’ Roses Live Era ’87–’93. 8 kwietnia 2016 roku piosenka została wykonana na żywo po raz pierwszy od 10 kwietnia 1993 roku i stała się stałym elementem programu podczas trasy koncertowej Not in This Lifetime... Tour.

## Personel
Guns N’ Roses
- Axl Rose – śpiew, produkcja
- Slash – gitara prowadząca, produkcja
- Izzy Stradlin – gitara rytmiczna, produkcja
- Duff McKagan – gitara basowa, produkcja
- Matt Sorum – perkusja, produkcja

Dodatkowy personel
- Mike Clink – produkcja
- Johann Langlie, Bruce Foster – efekty dźwiękowe
- Diane Mitchell, Michelle Loiselle, Monica Zierhut-Soto, Patricia Fuenzalida, Rose Mann, Susanne Filkins – recytacja